# Ostreville
Ostreville ist eine französische Gemeinde mit 215 Einwohnern (Stand 1. Januar 2022) im Arrondissement Arras des Départements Pas-de-Calais. Sie liegt im Kanton Saint-Pol-sur-Ternoise und ist Mitglied des Kommunalverbandes Ternois.
|                           | Brias       |               |
| Saint-Pol-sur-Ternoise    | Kompass     | Monchy-Breton |
| Saint-Michel-sur-Ternoise | Roëllecourt | Marquay       |

## Sehenswürdigkeiten

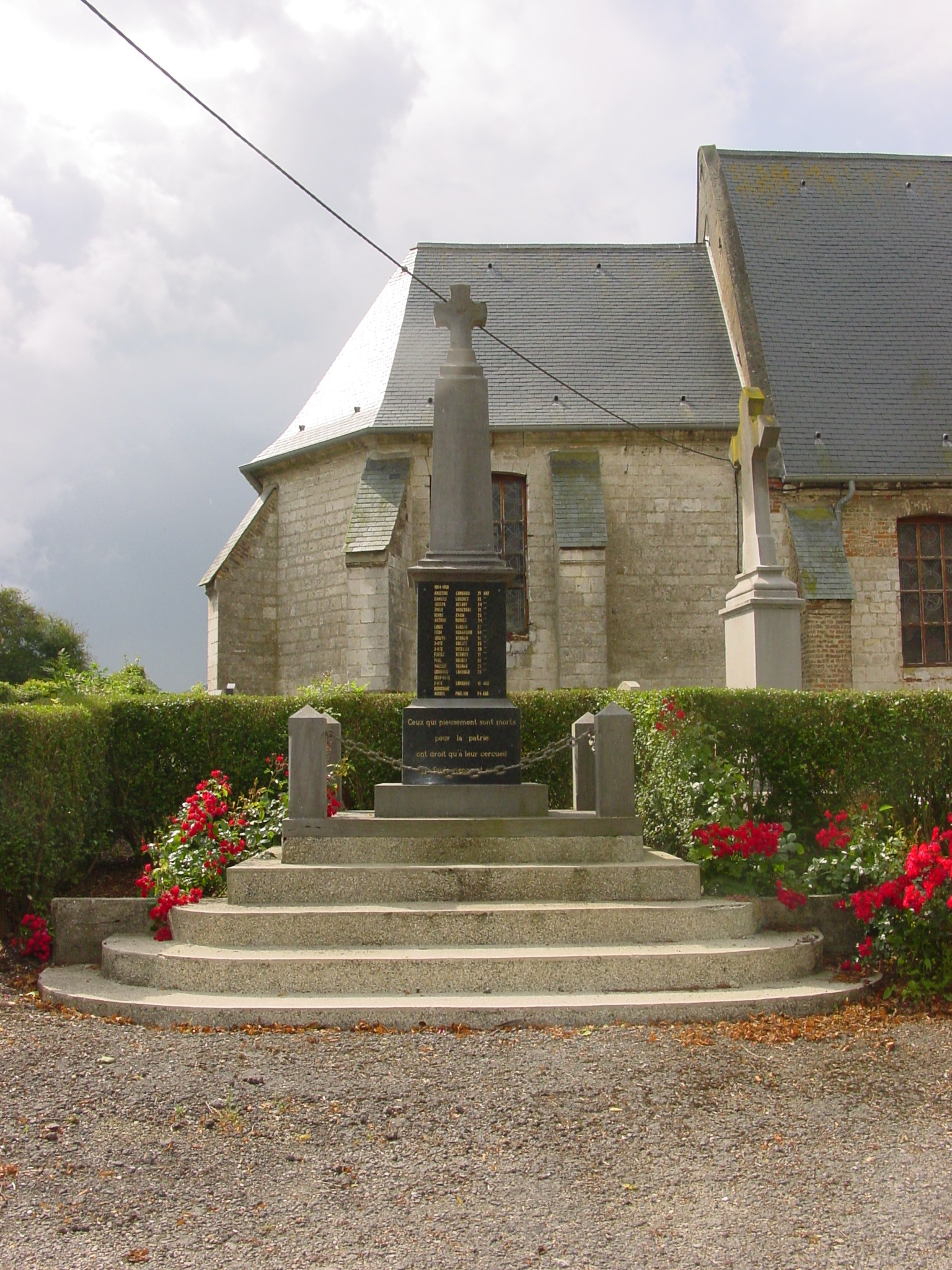
Kriegerdenkmal
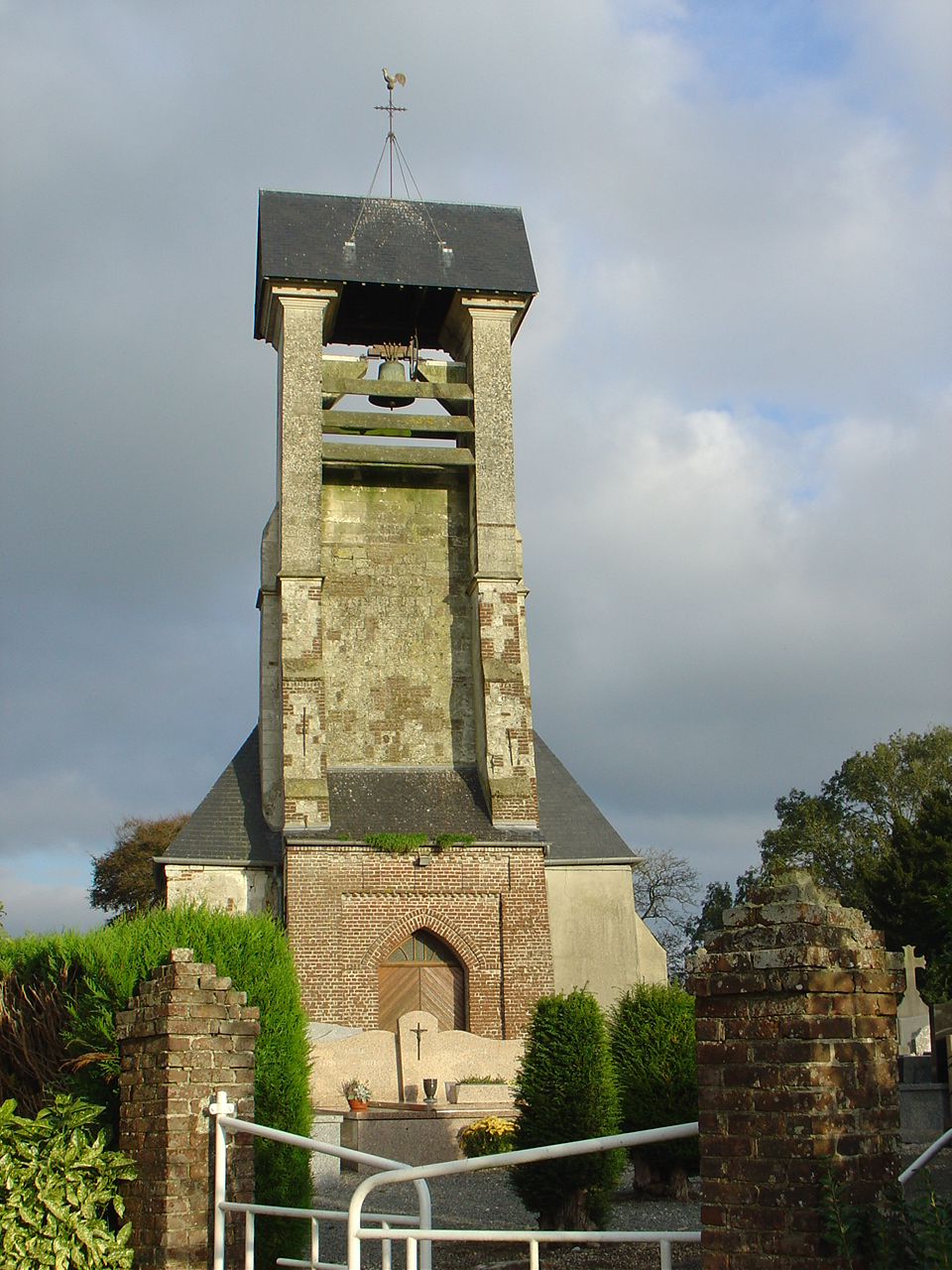
Kirche Saint-Pierre